# ريجاند كامبل

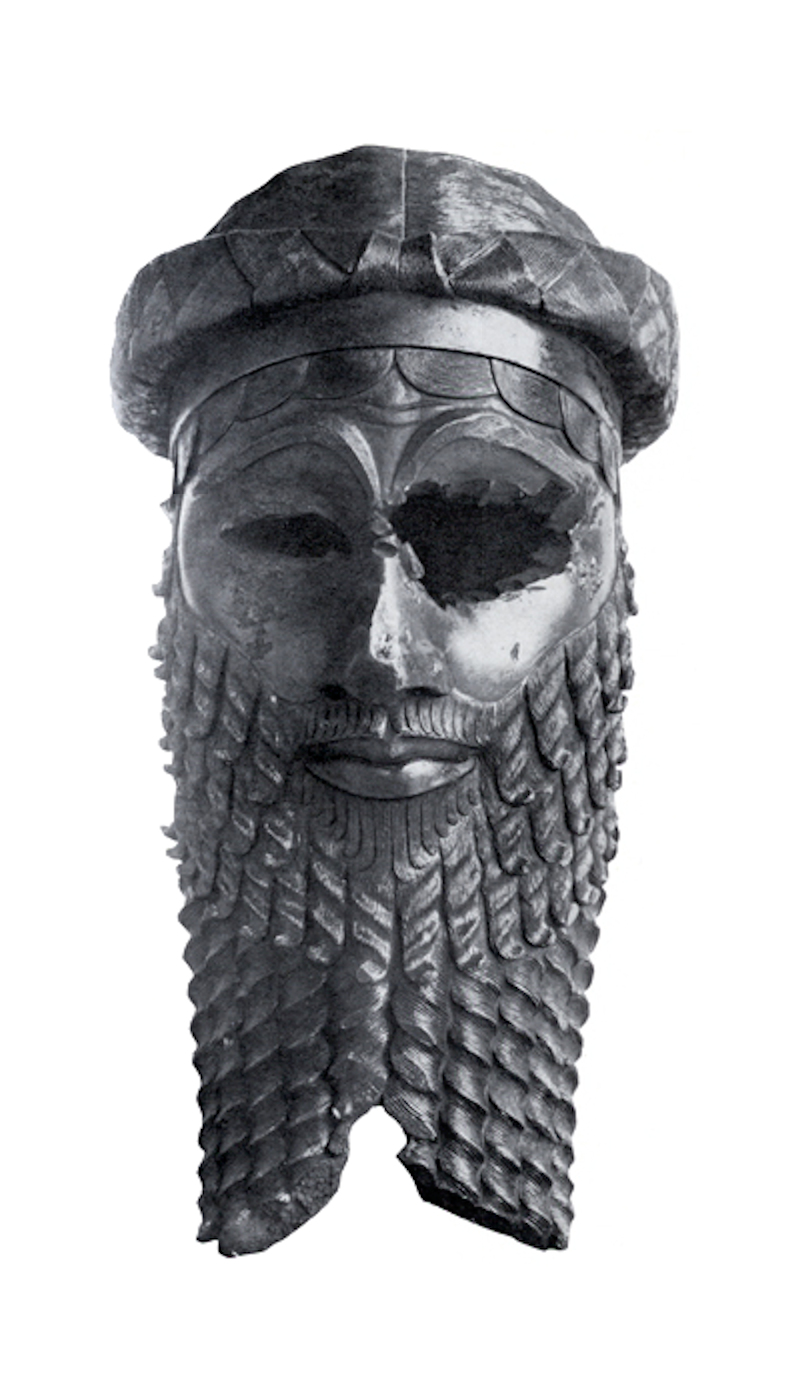
رأس برونزي لملك أكدي عثر عليه في نينوى فريق تنقيب بقيادة ريجاند كامبل.

ريجينالد كامبل طومسون (21 أغسطس 1876 - 23 مايو 1941)، عالم آثار بريطاني وعالم آشوريات ومتخصص في الكتابة المسمارية. نقب عن الآثار في نينوى وأور ونيبو وكركميش والعديد من المواقع الأخرى.

## حياته
وُلِد طومسون في كنسينغتون، تلقى تعليمه في مدرسة القديس بولس [الإنجليزية] في لندن وفي كلية غنفيل وكيوس في كامبريدج حيث درس اللغات الشرقية (العبرية والآرامية).
في عام 1904 عثر طومسون على بقايا معبد الإله نابو في نينوى، الذي دمره تنظيم الدولة الإسلامية في العراق والشام عام 2016.
في عام 1918 سقطت بلاد ما بين النهرين في أيدي البريطانيين، وتقدم أمناء المتحف البريطاني بطلب تعيين عالم آثار ليعمل لصالح الجيش في الميدان لحماية الآثار من التلف. تم تكليف تومسون لبدء العمل بصفته مساعدًا سابقًا في المتحف البريطاني، وبعد وقت قصير قضاه في التنقيب في أور، انتقل للحفر في مدينة إريدو وكوارا.
بعد الحرب العالمية الأولى، حصل على زمالة في كلية ميرتون في أكسفورد.
قام طومسون بدعوة الكاتبة أجاثا كريستي وزوجها عالم الآثار ماكس مالوان إلى موقع التنقيب في نينوى عام 1931. ألهمت هذه الزيارة أجاثا كريستي لكتابة رواية (موت اللورد إدجوير) وأهدتها إلى طومسون وزوجته، وفي المقابل أهدى طومسون روايته (خيال الحفار) إلى أجاثا وزوجها.
توفي طومسون في عام 1941 عن عمر يناهز 64 عامًا أثناء خدمته في دورية حراسة على نهر التمز.